# استفانی مورهاوس
استفانی مورهاوس (به انگلیسی: Stephanie Moorhouse) ژیمناست زادهٔ ۲۰ ژانویهٔ ۱۹۸۷ میلادی اهل کشور استرالیا است.